# دعوة زفاف

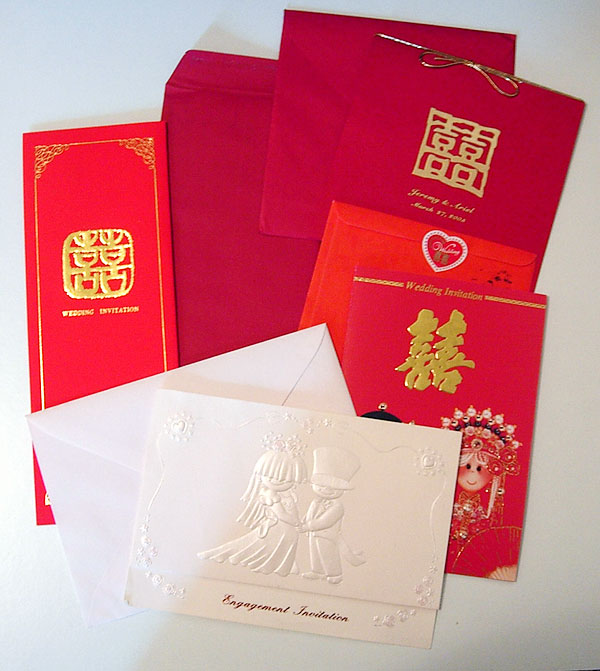
خليط من دعوات الزفاف الصينية والغربية

دعوة الزفاف (بالإنجليزية: Wedding invitation)‏ هي رسالة تطلب من المُتلقي حضور حفل زفاف. وهي مَكتوبة عادةً بلُغة شخص ثالث رسمي، وتُرسَل بالبريد أو إلى المدعو شخصياً قبل موعد الزفاف بأسبوع إلى 8 أسابيع.

## سهره الشباب يوم الخميس 29/8

### العصور الوسطى وما قبلها
قبل اختراع آلة الطباعة من قِبل يوهان غوتنبرغ في سنة 1447. كان يتم الإعلان عن حفلات الزفاف في إنجلترا عادة عن طريق منادي المدينة، وهو رجل كان يسير في شوارع المدينة ويُعلِن بصوت عالٍ أخبار اليوم. وتقليدياً، كان أي شخص على مقربة من الاحتفال جزءاً من الاحتفال.
وفي العصور الوسطى، حيثُ كانت الأمية مُنتشرة على نِطاق واسِع، لذلك ظهرت مُمارسة إرسال دعوات زفاف مكتوبة بين النبلاء فقط. وكان يتم تكليف الخطاط بكتابة الدعوات. وغالباً ما يوضع عليها شعار النبالة، أو الرمز الشخصي للفرد ثم تختم بالشمع الأحمر.

### من عام 1600 وصاعداً
على الرغم من ظُهور المطبعة، وتقنيات الطباعة العادية في ذلك الوقت، والتي يتم وضع الحبر ببساطة على الورق باستخدام نوع من الرصاص، وأسفرت عن دعوات أنيقة جداً شملت الفقراء أيضاً. ومع ذلك، فإن تقاليد إعلان حفلات الزفاف في الصحف أصبحت مُنتشِرة في ذَلِك الوقت.

### الثورة الصناعية
وبعد اختراع الطباعة الحجرية من الويس سينفولدر في عام 1798، وأصبح مِن المُمكن إنتاج التحبير الحاد والمُميز دون الحاجة للنقش. مما مهد الطريق لظهور آليات جديدة في دعوات الزفاف.
وبقي تسليم دعوات الزفاف بواسطة اليد وعلى ظُهور الخيل، ولكن نظراً لعدم موثوقية النظام البريدي الجديد في ذلك الوقت. فقد استُخدِم «المُغلف المزدوج» لحماية دعوات الزواج من الأضرار في الطريق إلى المُتلقي. ولا يزال هذا التقليد موجود حتى اليوم، على الرغم من التقدم في الموثوقية البريدية.